# 俺たち喧嘩スケーター2: 最後のあがき
『俺たち喧嘩スケーター2: 最後のあがき』（おれたちけんかスケーター2 さいごのあがき、Goon: Last of the Enforcers）は、2017年のカナダのスポーツコメディ映画。俳優ジェイ・バルチェルの初監督長編映画作品で、出演はショーン・ウィリアム・スコットとアリソン・ピルなど。
アイスホッケーでスター選手を守る用心棒でもある乱闘要員「エンフォーサー」を描いた2011年の映画『俺たち喧嘩スケーター』の続編で、2015年6月22日にトロントで主な撮影が開始した。
日本では劇場公開されなかったが、Netflixで配信された。

## ストーリー
プロアイスホッケーのロックアウト期間中、ダグ・"The Thug"・グラット（ショーン・ウィリアム・スコット）が所属する下部リーグのチーム「ハリファックス・ハイランダーズ」がメディアに取り上げられていた。オーナーのハイラム・ケイン（カラム・キース・レニー）は、その注目度を利用しようとする。開幕戦でダグはキャプテンに任命されるが、ライバルチームのエンフォーサーで、ハイランダーズのオーナーの息子であるアンダーズ・ケイン（ワイアット・ラッセル）との戦いに敗れてしまう。重傷を負ったダグは、安定した仕事である保険のセールスマンに転職し、妊娠中の妻エヴァと一緒に出産の準備をしていた。ダグを失ったハイランダーズは連敗を続け、オーナーは改革を推し進めようとする。彼は海外の選手数名と自分の息子と契約する。 
一方、ダグは新しい仕事に喜びを見いだせず、ホッケーに戻る方法を探そうとしていた。かつてのライバル、ロス・"ザ・ボス"・レアは、ダグにホッケーの格闘リーグに参加すれば戻る方法を見つけられると説得する。彼は、ハイラムが見守る中、10人制のバトルロワイヤルで勝利する。一方、アンダーズはハイランダーズでの成績が振るわず、最終的には暴力沙汰で出場停止になってしまう。ハイラムは、息子の競争相手としてダグを選手登録に加え戻す。ダグの復帰初戦を前に、エヴァは将来の子供のために喧嘩をしないことをダグに約束させる。ダグはしぶしぶ承諾し、チームは連勝を重ねるが、出場停止処分から復帰したアンダーズがダグを煽り、一段と攻撃的になってしまう。ダグとアンダーズは試合中に口論になり、次の試合の出場停止処分を受けてしまう。試合後のアフターパーティーでは、アンダーズがダグを挑発して喧嘩になり、ダグが再び喧嘩をしたことを知ったエヴァは、ダグを家から追い出してしまう。
一方、ハイランダーズはプレーオフに進出するために、シーズン最後の2試合に勝たなければならなくなる。ハイラムは、アンダーズの解雇を犠牲にして、ロスと契約する。ロスがハイランダーズの残り2試合の初勝利に貢献している間に、エヴァは陣痛に見舞われ、ダグは病院に向かうエバと和解する。出産を終えたエヴァは、ダグが出産時に一緒にいてくれた気持ちと、氷上でチームメイトを守りたいと思う気持ちが同じだと気づき、ダグに戦い続けることを許す。チームから追い出されたアンダーズは、元のチームに復帰し、プレーオフ進出をかけたシーズン最終戦でハイランダーズと対戦することになる。アンダーズはロスに重傷を負わせ、ダグはその仕返しにリンクに入る。
ダグはアンダーズを倒すが、試合の最後に慈悲を示すと、アンダーズは、復讐心に燃えてダグを脅し、「ロスのように担架で運ばれるようになるまで、お前に向かっていくのをやめない」と言い張る。ホッケーよりも新しい家族の方が大切だと悟ったダグは、アンダーズが再び攻撃しようとした瞬間に、弱った右腕で顔面を打ち抜き、腕を投げ出して氷上から助け出される。慌てて息子を助けに行ったハイラムは、アンダーズから「ホッケーは嫌いだ」と言われ、2人は仲直りしたように見えた。以前、これ以上右腕を痛めるとキャリアが終わってしまうと言われたダグは、自分のホッケー人生が終わったことを実感していた。最後の数秒でハイランダーズが試合に勝つのを見届けた彼は、祝賀会の最中にスティックを置いて家に帰る。
クレジット後のシーンでは、女性レポーターが「ホッケー・ストーリー」について語る。ダグは自分がグレツキーかどうかわからず、彼女のマイクを盗む。

## キャスト
※括孤内は日本語吹き替え
- ダグ・グラット: ショーン・ウィリアム・スコット（丸山壮史）
- エヴァ ・グラッド: アリソン・ピル（牛田裕子）
- ザビエル・ラフラム: マルク・アンドレ・グロンダン（英語版）（櫻井トオル）
- ロス・レア: リーヴ・シュレイバー（古田信幸）
- アンダーズ・ケイン: ワイアット・ラッセル（小田柿悠太）
- ロニー・ホーテンス: キム・コーツ（東和良）
- メアリー: エリシャ・カスバート（高宮彩織）
- バット: ジェイ・バルチェル（かわむら拓央）
- ハイラム・ケイン: カラム・キース・レニー（山内健嗣）
- マルコ・ベルチ: ジョナサン・チェリー（江川大輔）
- エフゲニ・ヤコヴレナ: ジョージ・チョートフ（青木崇）
- スティーヴ: トレント・バーディ（横田大輔）
- オレグ・ヤコヴレナ: カール・グラボシャス（小田柿悠太）
- ゴード・オギルヴィ: リチャード・クラーキン（英語版）（岡井カツノリ）
- ジェームズ・ダシー（英語版）: 本人（長島真祐）
- チャド・ベイリー: T・J・ミラー（長野伸二）
- ウォルターズ: ブーマー・フィリップス
- ボブ・フォーブス: ジェイソン・ジョーンズ（英語版）（長野伸二）
- グラット夫人: エレン・テヴィッド（渡辺ゆかり）
- ジャニス: クレア・ストーレリー（田中佑依）
- ペトル: ネイサン・デイルズ（英語版）
- 女性レポーター: テッサ・ボノーム（英語版）（高宮彩織）

## 日本語版制作スタッフ
- 演出：百瀬浩二
- 翻訳：香村満理子
- 録音・調整：鶴田信也

## 作品の評価
Rotten Tomatoesによれば、批評家の一致した見解は「ショーン・ウィリアム・スコットはタイトルロールでこれまでと同じように観ていて楽しいが、『俺たち喧嘩スケーター2: 最後のあがき』は前作の暴力的で冒涜的な方式を繰り返して効果を減らしている。」であり、62件の評論のうち高評価は42%にあたる26件で、平均点は10点満点中5点となっている。
Metacriticによれば、17件の評論のうち、高評価は6件、賛否混在は7件、低評価は4件で、平均点は100点満点中48点となっている。